# Ordinea cuvintelor
Ordinea cuvintelor este o antologie de poezie în două volume a poetului, eseistului și jurnalistului român Nichita Stănescu, apărută în 1985 la editura Cartea Românească sub îngrijirea criticului literar Alexandru Condeescu. 
Antologia, care a apărut în colecția Mari scriitori, este subintitulată versuri și are un Cuvânt înainte de Nichita Stănescu, respectiv o a doua precizare intitulată Prefață, cronologie și ediție îngrijită de Alexandru Condeescu cu acordul autorului. 

## Prefața ediției

### Volumul întâi
| “ | A venit îngerul și mi-a zis: de atâta amar de vreme te veghez ca să ajungi om de știință și tu până acum n-ai inventat nimic ! Cum să nu; am inventat; numai că știința pe care am creat-o este atât de subtilă, încât uneori se confundă cu firescul. Ea se numește hemeografia, adică scrierea cu tine însuți. | ” |